# 다미르 미케츠
다미르 미케츠(세르비아어: Дамир Микец, Damir Mikec, 1984년 3월 31일~)는 세르비아의 사격 선수로 주 종목은 권총이다. 2020년 하계 올림픽에서 남자 10m 공기권총 종목 은메달을 획득했으며 2024년 하계 올림픽에서 혼성 10m 공기권총 단체전에서 금메달을 획득했다.

## 개인사
형인 고란 미케츠도 사격 선수이다.
2011년 엘살바도르의 사격 선수인 멜리사 페레스와 결혼했으며 2015년에 아들 밀란 리카르도 미케츠, 2020년에 딸 미아 바네사 미케츠가 태어났다.